# Спрінг-Веллі (Вісконсин)
Спрінг-Веллі (англ. Spring Valley) — селище (англ. village) в США, в округах Пієрс і Сент-Круа штату Вісконсин. Населення — 1401 особа (2020).

## Географія
Спрінг-Веллі розташований за координатами 44°51′8″ пн. ш. 92°14′35″ зх. д. / 44.85222° пн. ш. 92.24306° зх. д. (44.852280, -92.243136).  За даними Бюро перепису населення США в 2010 році селище мало площу 11,75 км², з яких 10,72 км² — суходіл та 1,03 км² — водойми.

## Демографія
Згідно з переписом 2010 року, у селищі мешкали 1352 особи в 547 домогосподарствах у складі 372 родин. Густота населення становила 115 осіб/км².  Було 597 помешкань (51/км²).
Расовий склад населення:
| - 98,4 % — білих - 0,4 % — чорних або афроамериканців - 0,3 % — азіатів - 0,1 % — корінних американців |

До двох чи більше рас належало 0,4 %. Частка іспаномовних становила 1,3 % від усіх жителів.
За віковим діапазоном населення розподілялося таким чином: 25,7 % — особи молодші 18 років, 60,8 % — особи у віці 18—64 років, 13,5 % — особи у віці 65 років та старші. Медіана віку мешканця становила 38,2 року. На 100 осіб жіночої статі у селищі припадало 97,4 чоловіків;  на 100 жінок у віці від 18 років та старших — 88,0 чоловіків також старших 18 років.
Середній дохід на одне домашнє господарство  становив 73 200 доларів США (медіана — 54 444), а середній дохід на одну сім'ю — 91 079 доларів (медіана — 75 568). Медіана доходів становила 47 500 доларів для чоловіків та 40 074 долари для жінок. За межею бідності перебувало 12,6 % осіб, у тому числі 25,9 % дітей у віці до 18 років та 5,8 % осіб у віці 65 років та старших.
Цивільне працевлаштоване населення становило 697 осіб. Основні галузі зайнятості: освіта, охорона здоров'я та соціальна допомога — 26,4 %, виробництво — 17,5 %, роздрібна торгівля — 10,0 %, фінанси, страхування та нерухомість — 8,5 %.